# 글렌 연구 센터

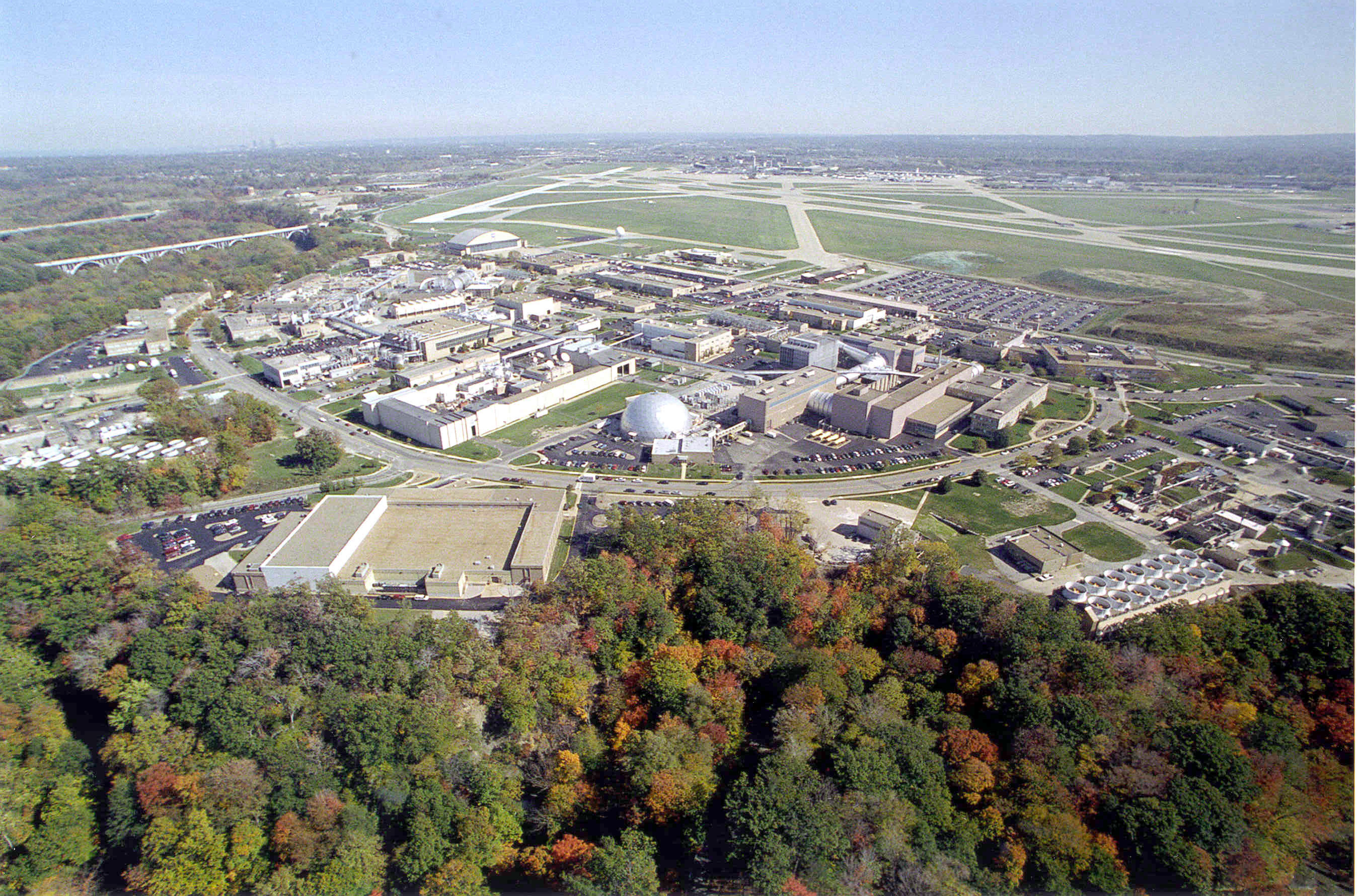

글렌 연구 센터는 미국 오하이오주의 선더스키 (오하이오주) 인근 클리브랜드에 위치한 NASA의 연구소이다. NASA의 10개 대형 센터 중에 하나이다. 2012년 5월 기준으로, 1650명이 근무하며, 1850명의 하청업체 종사자가 근처에서 근무한다.

## 역사
오하이오주 존 글렌 연구 센터는 예전에는 루이스 연구 센터라고 불렸다.
존 글렌은 미국 최초로 우주 궤도를 돈 우주인이다. 미국에서 세 번째 우주인이다. 이후에 상원의원이 되었다.
2018년 9월, 글렌연구센터는 화성 유인탐사선 딥 스페이스 트랜스포트에 사용될 13KW 이온 엔진의 시험에 성공했다. 에어로젯 로켓다인의 기술자들이 첨단 전기추진 체계(AEPS·Advanced Electric Propulsion System)로 알려진 이온 로켓 엔진 시스템의 초기 시험에 성공했다. NASA는 AEPS를 개발하기 위해 3년 전 미국의 로켓 개발업체 에어로젯 로켓다인과 6700만 달러(약 748억 원)짜리 계약을 체결했다. 딥 스페이스 트랜스포트는 루나 게이트웨이에서 화성으로 2033년에 발사될 계획이다.
2017년, 동양인으로는 NASA 최고위직에 오른 신재원 NASA 항공연구 부문 국장보(associate administrator)가 1989년 처음 NASA에 취칙한 곳이 글렌연구센터이다.
2017년 2월, 글렌연구센터가 금성과 같은 환경에서 수 백 시간을 가동하는 탄화규소 컴퓨터를 개발했다. 금성 탐사 로봇은 섭씨 480도의 환경을 견뎌야 한다. 또 지구 대기압의 90배에 이르는 독성 있는 두꺼운 대기를 이겨내야 한다. 현재 이용하는 보통의 실리콘 반도체는 섭씨 250도 이상의 고온에서는 작동하지 않는다. NASA는 탄화규소 반도체로 컴퓨터를 제작, 금성과 동일한 환경에서 기존보다 100배 내구성을 강화하여 약 22일(521시간)을 견디는데 성공했다.
2016년, 미국 오하이오주의 NASA 글렌연구센터는 전기비행기 개발용 시험공간인 NEAT(NASA's Electric Aircraft Testbed)를 공개했다.
2011년 1월 10일, 미국 법무부는 NASA 글렌연구센터에서 일했던 재미동포 천모 씨(66)를 한국에 불법적으로 군사 장비를 수출한 혐의로 기소했다. 천 씨는 2000년 3월부터 5년여간 미국 군수품 리스트에서 보호품목으로 지정된 적외선 탐지기와 적외선 카메라 엔진을 허가 없이 한국에 8만3000달러를 받고 수출한 혐의를 받고 있다. 전규상(Kue Sang Chun)씨는 소총 장착용 야간 투시 망원경을 한국 회사에 발송했다. 마이크 토빈 연방지방검찰청 대변인은 "전씨는 2년에서 2년 6개월의 실형을 살게 될 것"이라고 밝혔다.